# Modèle mathématique (objet)
Cet article concerne la représentation physique d'une surface géométrique. Pour la modélisation mathématique en général, voir Modèle mathématique.

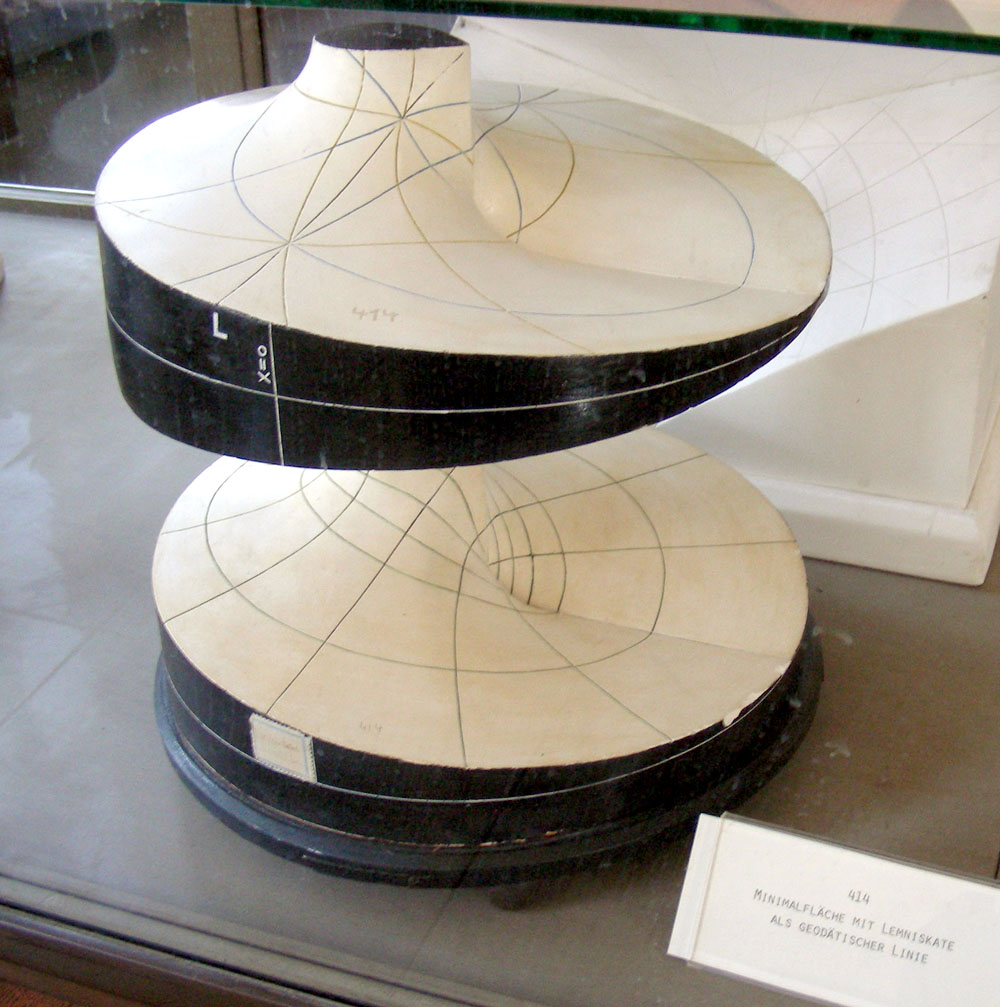
Maquette d'une surface minimale comportant un lemniscate comme géodésique, exemple de modèle mathématique solide en bois et gypse comportant plusieurs courbes à sa surface à fins d'illustration.

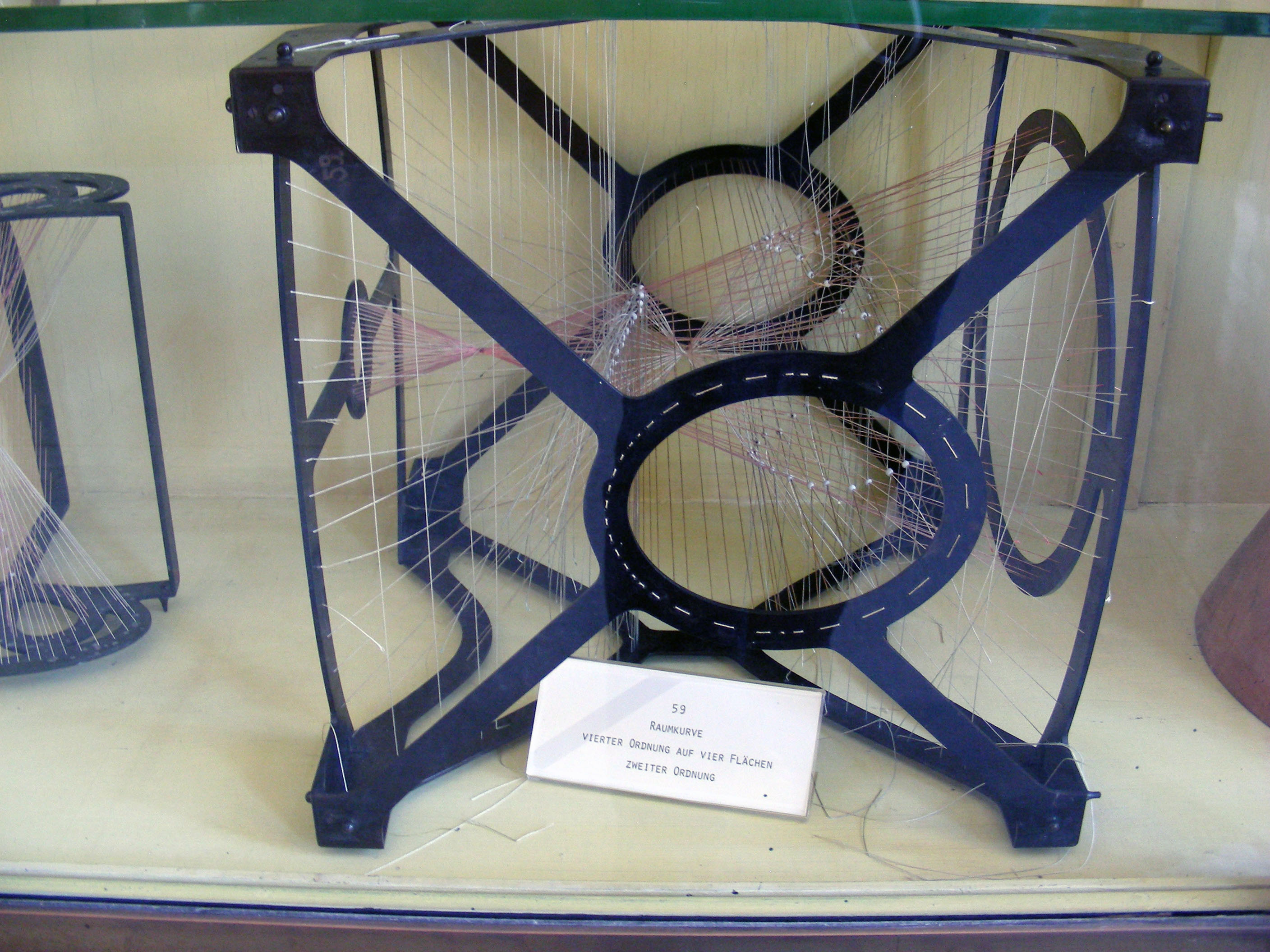
Maquette d'une courbe dans l'espace de degré 4, exemple de modèle où des fils de soie tendus sur une armature métallique illustrent la courbe désirée.

Un modèle mathématique est une maquette d'une forme géométrique, réalisée le plus souvent pour une approche pédagogique.

## Caractéristiques
Les modèles mathématiques sont principalement réalisés au cours du XIXe siècle dans un but pédagogique, afin d'aider à visualiser des surfaces mathématiques (principalement des cubiques et des quadriques). Les modèles reproduisent dans l'espace des formes qui peuvent être difficiles à appréhender sur le papier ou sur un simple tableau noir et permettent d'illustrer leurs propriétés de façon concrète,. Les méthodes de réalisation varient : sculptures en plâtre ou en bois, surfaces matérialisées par des fils tendus (particulièrement pour les surfaces réglées), etc.
Au XXe siècle, les modifications d'approche dans la recherche et l'enseignement de la géométrie rendent rapidement obsolète la production de ces modèles mathématiques. Leur usage est oublié à partir des années 1920.

## Collections
À la fin du XIXe siècle et au début du XXe siècle, plusieurs universités comportent de véritables collections de modèles mathématiques. Certaines ont conservé ces collections, parmi lesquelles :
- Université technique de Dresde (Dresde) : environ 400 modèles[8]
- Université de Göttingen (Göttingen)[9]
- Université de Groningue (Groningue)[10]
- Institut Henri-Poincaré (Paris) : environ 500 modèles, une centaine exposés de façon permanente dans la bibliothèque de l'institut[4]
- Université de Tokyo (Tokyo)[11]
- Université d'Arizona (Tucson)[12]
- Université de Turin (Turin) : environ 180 modèles[13]
- Smithsonian Institution (Washington).

## Art

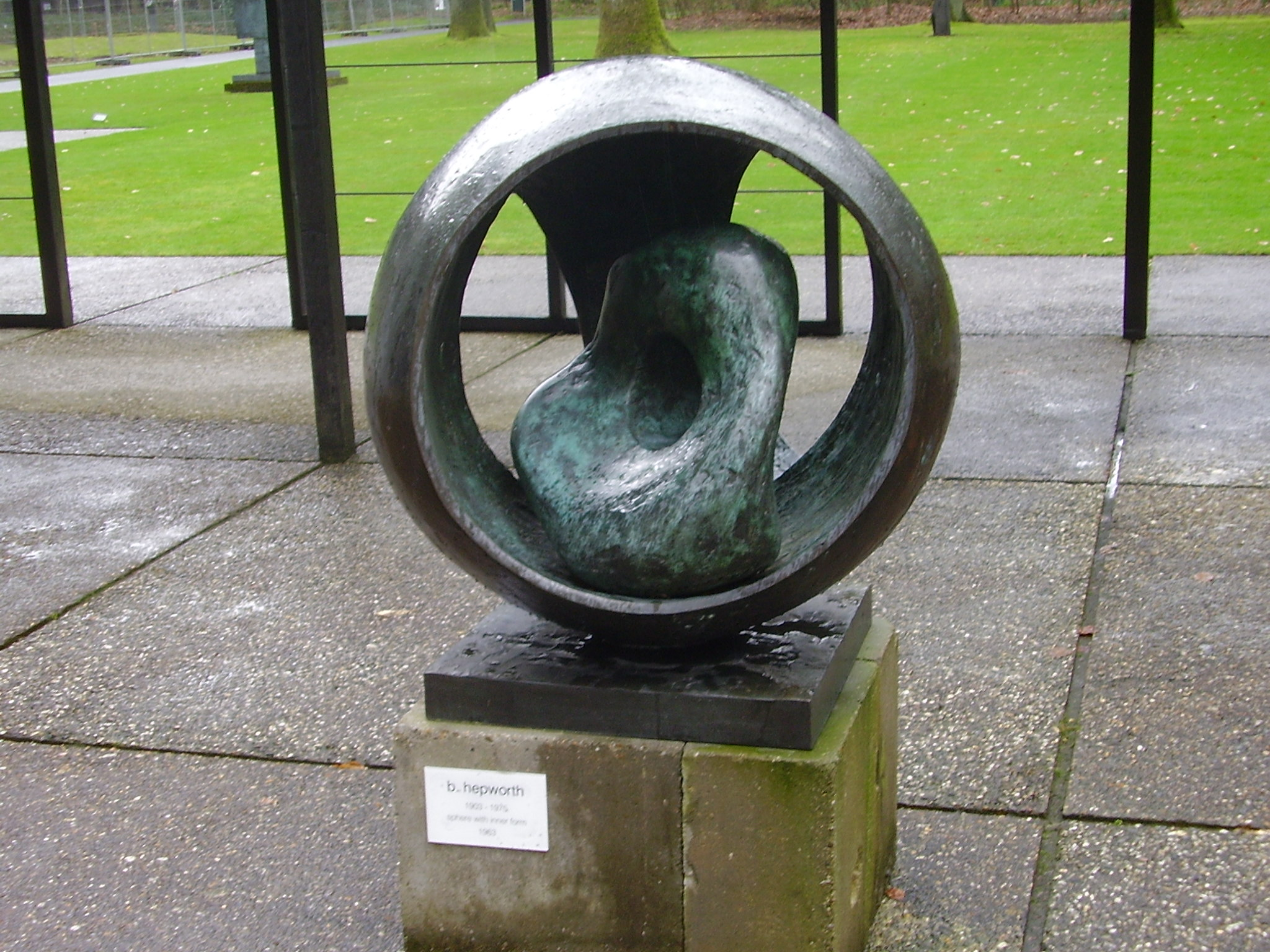
', Barbara Hepworth (1963, musée Kröller-Müller).

Si les modèles sont délaissés dans le contexte mathématique, ils sont redécouverts par deux mouvements artistiques dans les années 1930, les constructivistes et les surréalistes.
La sculptrice abstraite Barbara Hepworth, évoluant dans le mouvement constructiviste, semble s'inspirer des modèles mathématiques dans plusieurs de ses œuvres. L'artiste russe Naum Gabo étudie les modèles mathématiques pendant son séjour à Paris. Ses constructions à base de fils semblent s'en inspirer, ainsi que de l'influence de Hepworth.
Dans le mouvement surréaliste, Man Ray réalise entre 1934 et 1936 une série photographique de modèles provenant de l'institut Henri-Poincaré ; il effectue par la suite une série de peintures les mettant en scène, intitulée Équations shakespeariennes. André Breton cite les modèles mathématiques dans la revue Cahiers d'art en 1936.